# Buchholz (Aller)

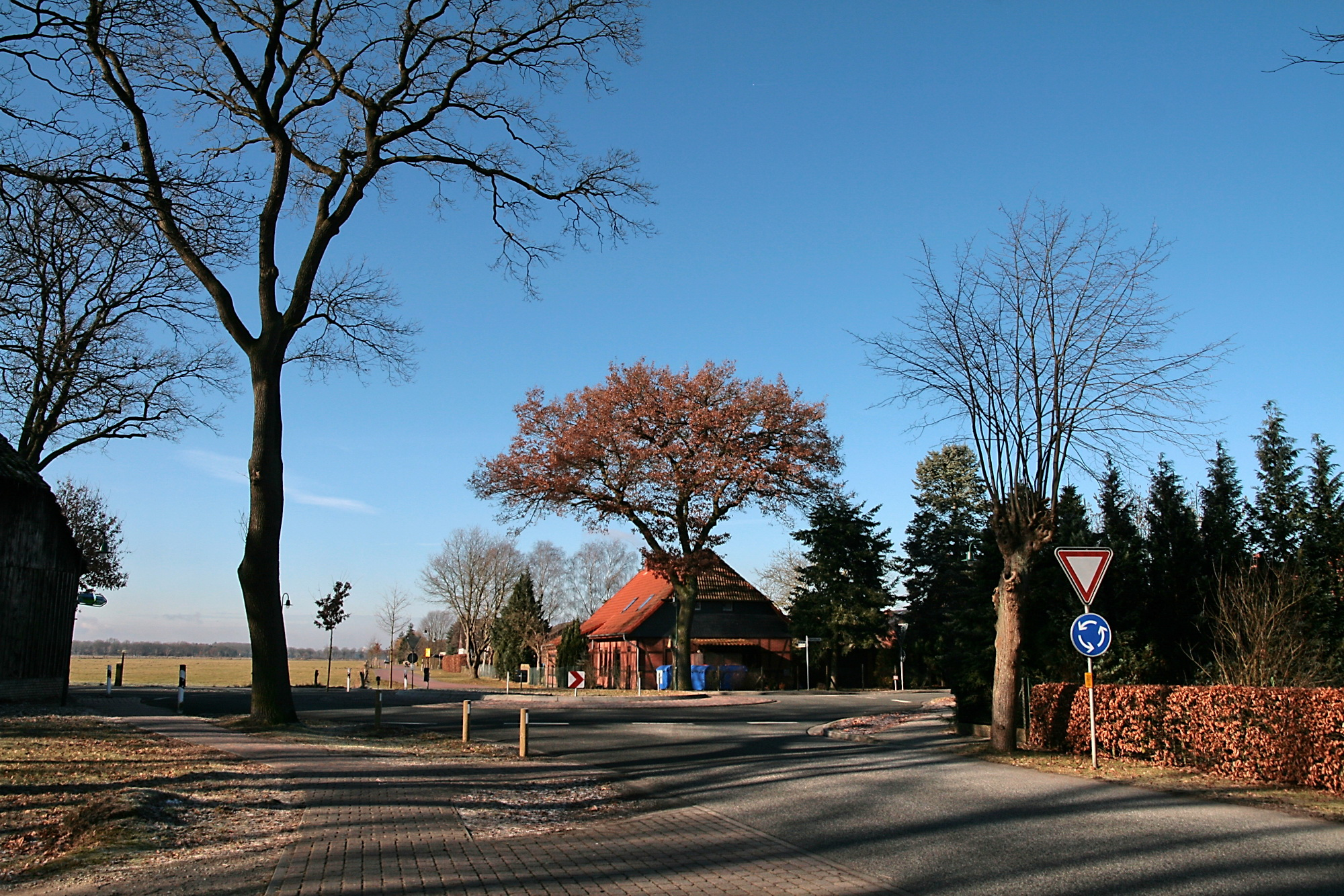
Kreisel an der Dorfstraße

Buchholz (Aller) ist eine Gemeinde in der Samtgemeinde Schwarmstedt im Landkreis Heidekreis in Niedersachsen (Deutschland). Die Gemeinde hat etwa 2.100 Einwohner und erstreckt sich auf einer Fläche von 27,70 km².

## Geographie
Durch das Gebiet der Gemeinde ziehen sich die Bundesautobahn 7 (A 7) und die Bundesstraße 214 (B 214), sowie die Landstraße 190 (L190). Am nördlichen Rand der Gemeinde fließt die Aller.
Zur Gemeinde gehört neben der Ortschaft Buchholz auch der Ort Marklendorf.

## Geschichte
Am 1. März 1974 wurde die Gemeinde Marklendorf eingegliedert.
Der Ort Buchholz/Aller wurde 2011 Kreismeister im Wettbewerb Unser Dorf hat Zukunft.

## Politik

### Kommunalwahlen
Seit den Kommunalwahlen am 12. September 2021 setzt sich der Gemeinderat Buchholz (Aller) aus 13 Ratsfrauen und Ratsherren zusammen. Die Ratsmitglieder werden durch eine Kommunalwahl für jeweils fünf Jahre gewählt. 
Bei den letzten Kommunalwahlen ergaben sich folgende Sitzverteilungen und Ergebnisse:
| Partei | % 2021 | Sitze 2021 | % 2016 | Sitze 2016 | +/- % | +/- Sitze |
| ------ | ------ | ---------- | ------ | ---------- | ----- | --------- |
| CDU    | 46,92  | 6          | 47,44  | 6          | −0,52 | =         |
| SPD    | 38,64  | 5          | 52,56  | 7          | −13,9 | −2        |
| UWG    | 14,44  | 2          | -      | -          | +14,4 | +2        |
| Gesamt | 100    | 13         | 100    | 13         |       |           |

An der Kommunalwahl nahmen 67,75 % (1250) der wahlberechtigten Bürger teil.
Die Unabhängige Wählergemeinschaft Buchholz (UWG) ist seit den Wahlen 2021 im Rat vertreten.

### Bürgermeisterin
Neue Bürgermeisterin der Gemeinde ist die Co-Vorsitzende der Heidekreis SPD Aynur Colpan (SPD). Sie wurde bei der konstituierenden Sitzung am 25. November im Gemeindeteil Marklendorf von den Ratsmitgliedern der SPD- und jenen der neu gewählten "Unabhängigen Wählergemeinschaft" – trotz prozentualen Verlusten der SPD bei der Kommunalwahl – gewählt. CDU-Kandidat Joachim Plesse konnte sich trotz der CDU-Mehrheit bei der Wahl im Rat nicht gegen seine Mitbewerberin durchsetzen.
Ihre Vertreter heißen Nils Meinheit (CDU) und Marc Ruppin (UWG).

### Wappen
Blasonierung: In Silber zwei auswärts gewendete grüne Buchenblätter über einem blauen Wellenbalken.
Das Wappen gibt den Namen der Gemeinde Buchholz (Aller) „redend“ wieder und versinnbildlicht zugleich ihre Lage an der Aller, durch den Wellenbalken dargestellt. Die Gemeinde Buchholz (Aller) besteht aus zwei Gemeindeteilen, Buchholz und Marklendorf, die beide gleichberechtigt durch je ein Buchenblatt repräsentiert werden.

## Kultur und Sehenswürdigkeiten

### Bauwerke
2010 wurde ein neues Dorfgemeinschaftshaus gegenüber der Buchholzer Schule eröffnet. Es umfasst eine Sporthalle und hat Gemeinschaftsräume, darunter einen Jugendraum und Räume für die Dorfgemeinschaft. Es ermöglicht Schulsport, den Mensabetrieb an der Buchholzer Grundschule, bietet Freizeitsportmöglichkeiten und beherbergt die Freiwillige Feuerwehr Buchholz. Im Jahr 2013 entstand in Eigenleistung auf dem Außengelände ein öffentlicher Bouleplatz.

### Vereine
In Buchholz und Marklendorf bestehen zahlreiche Vereine und Organisationen. Der größte Verein der Gemeinde ist der SVN Buchholz (Sportverein Niedersachsen Buchholz 1921 e. V.). Er hat ein eigenes Vereinsheim und den Karl-Frewert-Platz am Mühlenweg in Buchholz. Der Verein bietet ein Angebot in den Sparten Fußball, Badminton, Gymnastik, Volleyball und Tennis.
Der Schützenverein Buchholz wurde 1910 gegründet. Er verfügt über ein eigenes Vereinsheim in Buchholz in der Straße „Am Bahnhof“. Neben dem Schießsport und dem Spielmannszug wird seit 2015 auch Darts als dritte Sparte angeboten.
Der Eltern- und Förderkreis der Grundschule Buchholz unterstützt die Bildungsarbeit der Grundschule mit eigenen Aktivitäten und finanzieller Unterstützung. Der jüngste Verein in der Gemeinde ist der Verein Waldkindergarten Buchholz.
In Marklendorf gibt es den Schützenverein Marklendorf von 1908 e. V., die Freiwillige Feuerwehr, die Besenbinderzunft und den Flößerverein. In einer gemeinsamen Aktion bauten die Marklendorfer „Am Schützenplatz“ ein neues Dorfgemeinschaftshaus, in dem auch der Schützenverein und die Freiwillige Feuerwehr beheimatet sind. Dieses wurde im Sommer 2011 fertiggestellt. Die Marklendorfer Besenbinder sind eine Zunft, die das alte Handwerk und Brauchtum des Besenbindens pflegen. Der Flößerverein Marklendorf baut in eigener Arbeit Flöße für die Fahrt auf die Aller, die teilweise auch zu touristischen Zwecken genutzt werden.

### Kommunales
Die Buchholzer Freiwillige Feuerwehr beteiligt sich neben ihren Pflichtaufgaben auch an örtlichen Veranstaltungen und Dorffesten. 2014 wurde durch die Dorfgemeinschaft der „Buchholzer Rundwanderweg“ angelegt, der zu allen Sehenswürdigkeiten der Gemeinde führt und diese durch Schautafeln erklärt. Auch die eingegliederte Gemeinde Marklendorf verfügt über einen solchen Rundwanderweg.

## Wirtschaft und Infrastruktur

### Gewerbe
Es haben sich zahlreiche Unternehmen in Buchholz angesiedelt, das über ein eigenes Gewerbegebiet direkt neben der viel befahrenen Bundesautobahn 7 und der Bundesstraße 214 verfügt. Die größte Ansiedlung der vergangenen Jahre war die einer Großbäckerei mit 80 Arbeitsplätzen.

### Energieversorgung

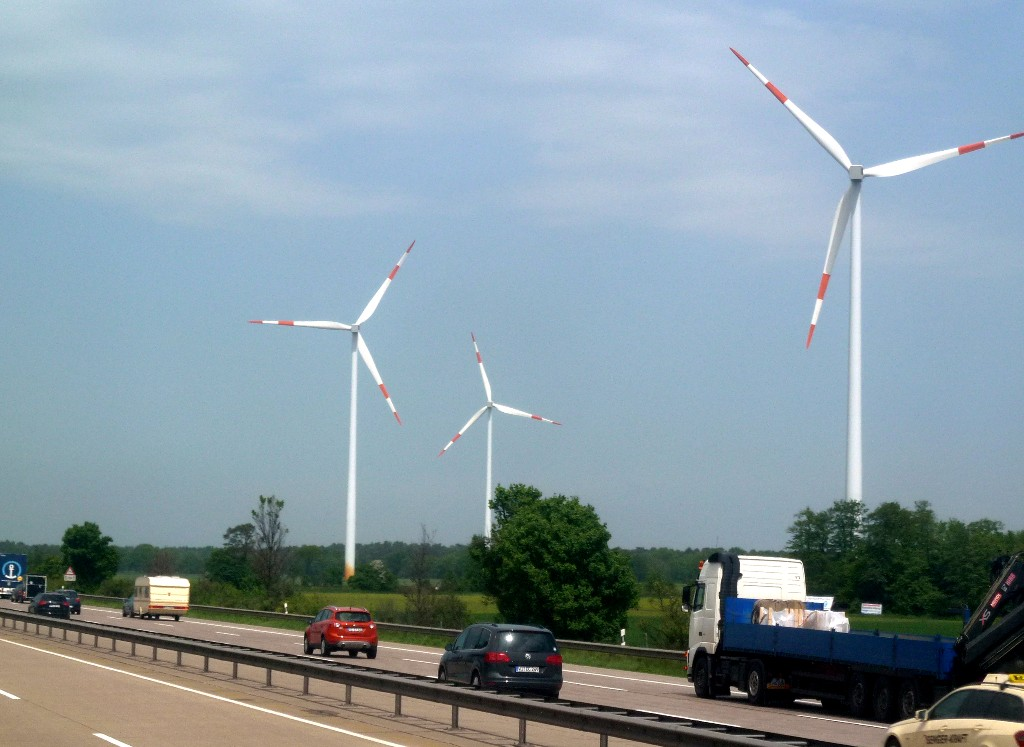
Windpark Buchholz an der A 7

Über 50 Millionen Euro investierte die Gemeinde Buchholz 2009–2011 in den Windpark, der sich entfernt außerhalb der Ortslage von Buchholz und Marklendorf befindet. Im Wasserkraftwerk Marklendorf produziert das Laufwasserkraftwerk mit seinen drei Francis-Diagonalturbinen jährlich rund 3 Millionen Kilowattstunden Strom. Bei der Versorgung der kommunalen Gebäude setzt die Gemeinde neue Techniken ein.

### Kommunikation
Der Gemeinde stehen durch den 2020 abgeschlossenen Ausbau mit Glasfaser Bandbreiten bis 1000 MBit/s zur Verfügung.

### Öffentliche Einrichtungen
Die Gemeinde verfügt mit der „Heinz-Heyder-Schule“ in Buchholz über eine eigene Grundschule mit Ganztagsunterricht. Weiterführende Bildungsangebote einschließlich gymnasialen Angebots bis zum Abitur befinden sich im benachbarten Schwarmstedt.
Ebenfalls vor Ort ist der Kindergarten Buchholz. Für Kinder unter drei Jahren errichtete die Gemeinde Buchholz (Aller) im Jahr 2011 eine eigene Krippe, die sich räumlich an das vorhandene Kindergartengebäude anschließt. Damit besteht vor Ort ein Betreuungsangebot für alle Altersgruppen. Auch für Kinder mit besonderem Förderbedarf wurde das Angebot erweitert. Seit Herbst 2011 ist der Buchholzer Kindergarten ein Integrationskindergarten mit einer Integrationsgruppe. Ein weiteres Kindergartenangebot in Buchholz bietet der Waldkindergarten, der durch den Verein Waldkinder e. V. betrieben wird.

### Verkehr
- Bundesautobahn: A 7 bzw. Europastraße 45 (europäische Nord-Süd Hauptverbindung)
- Bundesstraßen: B 214
- Landstraße: L 190
- Bahn: Regionalbahn Hannover-Hamburg, Bahnhof im benachbarten Schwarmstedt. Von hier aus stündliche Verbindung nach Hannover Hbf bzw. Buchholz in der Nordheide / Hamburg-Harburg. Ab Hannover Hauptbahnhof Anschluss an wichtige europäische Zugverbindungen
- Luftverkehr: Flughafen Hannover-Langenhagen (HAJ), Flugplatz Hodenhagen (EDVH)
- Wasserwege: Seehafen Hamburg, Kanalhafen Hannover am Mittellandkanal, Leinehafen Schwarmstedt

## Persönlichkeiten
- Hans Herzberg (1917–2014), ehemaliger Leiter des Heeresmusikkorps 1 und Mitbegründer der Patenschaft zwischen dem Heeresmusikkorps 1 und der Gemeinde Buchholz (Aller).[11]